# Franz Voves
Franz Voves, né le 28 février 1953 à Graz, est un homme politique autrichien membre du Parti social-démocrate d'Autriche (SPÖ).

## Biographie

### Carrière professionnelle
Il étudie les sciences économiques et sociales à l'université de Graz entre 1972 et 1978, puis devient fonctionnaire des impôts.
En 1979, il est recruté par la compagnie d'assurance Merkur Versicherung. Promu fondé de pouvoir en 1986, il intègre le comité directeur de l'entreprise trois ans plus tard, en tant que responsable du secteur financier.

### Vie politique
Il est élu en 2002 président du SPÖ de Styrie et devient ainsi premier vice-landeshauptmann, sous l'autorité de Waltraud Klasnic.

#### Landeshauptmann de Styrie
C'est donc lui qui conduit le Parti social-démocrate aux élections régionales du 2 octobre 2005. En hausse de 75 200 voix, le SPÖ totalise 41,7 % et fait élire 25 députés sur 56 au Landtag. Il devient ainsi le premier parti du Land, devançant d'un seul siège l'ÖVP.
Le 25 octobre, Franz Voves est investi à 52 ans Landeshauptmann de Styrie. S'il est le second social-démocrate à occuper ce poste, il est le premier à avoir remporté les élections régionales. Le Parti populaire lui désigne comme adjoint Hermann Schützenhöfer, qui succède à Klasnic comme chef régional de l'ÖVP.
Lors de son investiture, il devient le quatrième chef de gouvernement régional issu du SPÖ en Autriche, ce qui constitue à l'époque le record de Landeshauptleute concomitants pour le Parti social-démocrate.
Le SPÖ confirme sa position de premier parti de Styrie lors des élections du 26 septembre 2010, après avoir rassemblé 38,3 % et 23 parlementaires. Reconduit au pouvoir, il gouverne avec l'ÖVP et le FPÖ.

#### Le renoncement de 2015
Les élections du 31 mai 2015 constituent une victoire en demi-teinte pour le Parti social-démocrate d'Autriche : s'ils restent pour la troisième fois la première force politique du Land, il s'effondre avec 29,3 % des suffrages, soit une chute de neuf points. Ayant promis qu'il renoncerait au pouvoir s'il n'obtenait pas au moins 30 %, Voves tient son engagement. Hermann Schützenhöfer lui succède alors, bien que le Parti populaire autrichien soit le deuxième parti du Landtag.